# Il mio amico zampalesta
Il mio amico zampalesta (Monkey Trouble) è un film statunitense del 1994 prodotto da Ridley Scott e diretto da Franco Amurri.

## Trama
Eva Gregory è un'adolescente che vive a Los Angeles con sua madre Amy, suo fratello Jack e il patrigno Tom, tenente della polizia. La figlia di Tom, Tessa, di tanto in tanto fa da babysitter a Eva e Jack. Eva vuole un cane, ma sua madre è contraria in quanto non la reputa abbastanza responsabile per prendersi cura di un animale domestico, il suo patrigno è allergico al pelo degli animali e non può nemmeno tenerlo a casa di suo padre Peter perché essendo un pilota si ritrova spesso fuori casa.
Un cleptomane zingaro Shorty è un vagabondo che vive in un camper con la sua intelligente scimmia cappuccina Fingers, che è addestrata a borseggiare. Lavora come suonatore di ghironda a Venice Beach, usando la graziosità di Fingers come un modo per attirare i turisti per poi derubarli di portafogli e gioielli. Una coppia di gangsters di nome Drake e Charlie si presentano a Shorty, i quali dopo aver appreso il modo in cui deruba la gente servendosi della scimmia gli propongono un vantaggioso affare. Gli chiedono di unirsi alla loro organizzazione criminale, con Fingers che dovrà usare le sue abilità di borseggiatore per scassinare le case, introdursi al loro interno e rubare oggetti di valore. Gli uomini quindi decidono di mettere Fingers alla prova e si dirigono verso una residenza casuale, la casa di Eva. Fingers si introduce in casa da una finestra aperta e ruba con successo vari oggetti costosi e Shorty si unisce al gruppo criminale. Quella stessa sera Shorty viene improvvisamente abbandonato dalla moglie e dal figlio Mark e, accecato dalla rabbia e dall'alcool, incolpa Fingers dell'accaduto il quale, terrorizzato, scappa da lui.
Il giorno successivo, mentre Eva torna a casa da scuola, Fingers cade da un albero addosso ad Eva. Immediatamente ci si affeziona e lo chiama "Dodger", in quanto viene attratto dal cappello della squadra di baseball dei Dodgers di Eva. Eva decide di portarsela a casa tenendola segreta e nascosta nella sua camera da letto. Eva da quel momento diventa più responsabile, aiuta sua madre nelle varie faccende e si prende cura di suo fratello Jack (con il quale ha avuto da sempre un rapporto burrascoso, è ancora piccolo e non sa parlare), a cui rivela Dodger. Eva inizia anche a documentarsi sullo stile di vita di quel tipo di razza di scimmia e quando deve andare scuola, lo lascia alle cure di una donna (sua amica) che gestisce un negozio di animali vicino a casa sua, Annie facendole credere che sia un regalo per sua madre. Shorty, nel frattempo, disperato per essere stato abbandonato anche da Fingers cerca di trovare la scimmia e i due gangsters gli stanno col fiato sul collo perché ritrovi subito la scimmia.
Eva ha intenzione di trascorrere il fine settimana con suo padre e si preoccupa di come nascondere Dodger mentre è via. Tuttavia, Peter lascia un messaggio telefonico a sua madre dicendo che è in Canada e non potrà essere a casa e, approfittando di questa circostanza Eva decide di trascorrere il fine settimana da sola con Dodger a casa di suo padre, raccontando una bugia a sua madre e a Tom e cancellando il messaggio dalla segreteria telefonica. La sua migliore amica Katie e sua madre Missy la accompagnano a casa di suo padre e durante il viaggio, Eva rivela segretamente Dodger a Katie. Una volta lì, Eva si rende conto che non ha la chiave della casa di suo padre ma Dodger, sfruttando la sua abilità di scassinatore, entra ed apre la porta ad Eva. Una volta fatta entrare la ragazzina, essa si rende conto che non c'è cibo e che non ha portato con sé i soldi per fare la spesa e decide quindi di guadagnerseli tenendo un piccolo spettacolo con Dodger sul lungomare di Venice Beach vicino alla casa di Peter. Mentre Eva sta andando in sella alla sua bici, Dodger incrocia Shorty vedendosi l'un l'altro, e senza che Eva ne sia consapevole, Dodger salta giù dalla bici. Shorty cerca di catturare Dodger, ma viene catturato dai gangsters che lo portano via con loro. Dodger quindi torna segretamente sulla bici di Eva, e iniziano le loro performance, con Dodger che borseggia segretamente tutti proprio come quando era con Shorty.
Quella sera in un negozio di alimentari Dodger, nascosto nello zaino di Eva, ruba e nasconde il cibo senza che lei lo sappia. La direzione del negozio sospettando che Eva stia rubando, la invita a rimettere tutto al proprio posto evitando quindi di denunciarla. Eva è perplessa, apre lo zaino in una navata posteriore del negozio e vede gli oggetti rubati da Dodger. Scossa dalla scoperta quando torna a casa, lo rimprovera e Dodger rivela quindi tutti gli oggetti che ha rubato da quando ha incontrato Eva, che così si rende conto che gli è stato insegnato a borseggiare e scassinare e decide quindi di insegnargli a non rubare più.
Shorty viene a sapere dell'incidente del supermercato e una responsabile del negozio gli dà l'indirizzo di Peter. Eva ora si sta preparando a tornare a casa e chiama un taxi. Shorty arriva a casa ed Eva impaurita scappa con Dodger. Il giorno dopo, Shorty scopre che Dodger viene custodito nel negozio di animali di Annie quindi decide di entrare, attacca Annie e ruba Dodger ma rimane sbalordito quando scopre che la scimmia non ruba più durante un incontro con i gangsters.
Nel frattempo, Tom viene a conoscenza che chi ha rubato i gioielli di Amy abbia a che fare proprio con la loro casa e quindi scoprono altre proprietà rubate nella stanza di Eva. Eva a quel punto si dichiara innocente e rivela che era stata la scimmia a rubare, ma non le credono in quanto non si sono mai accorti della sua presenza in casa. Le cose peggiorano quando Peter viene in casa loro e dichiara di aver volato in Canada per tutto il fine settimana, il che fa capire che Eva aveva mentito anche in questa circostanza . Già affranta per aver perso Dodger ed anche amareggiata dal fatto che nessuno le crede, scappa per cercare Dodger dopo che Katie la chiama e dice a Eva che Dodger è al parco ma una volta giunta sul posto viene aggredita da Shorty che, furiosamente la accusa di aver insegnato a Dodger a non rubare più. Nel frattempo, Jack finisce per dire la sua prima parola "scimmia", rivelando ad Amy, Peter e Tom che c'è davvero una scimmia in casa (Dodger è fuggito di nuovo da Shorty, poco dopo che Eva è scappata e si è intrufolato di nuovo nella sua camera da letto) e che Eva aveva detto la verità. Escono tutti insieme ai colleghi di polizia di Tom per cercarla. Nel frattempo Shorty sta per riprendersi Dodger ma viene arrestato da Tom. I gangsters scappano ma vengono presto arrestati. Eva se ne va felicemente con Dodger dopo aver mostrato a sua madre di essere responsabile e il suo patrigno scopre che non è più allergico al pelo degli animali. Mark prova a riprendere Dodger, ma fallisce e Dodger finisce per stare per sempre con Eva.